# Wincenty Byrski
Wincenty Byrski (ur. 26 grudnia 1870 w Kozach, zm. 28 sierpnia 1939 w Czechowicach-Dziedzicach) – polski poeta i tłumacz poezji niemieckiej, działacz polityczny, pracownik kolei.

## Życiorys
Syn Ignacego i Magdaleny z domu Malarz. Edukację rozpoczął w szkole ludowej w rodzinnej miejscowości Kozy. Później uczęszczał do szkoły wydziałowej w Białej Krakowskiej i szkoły realnej w Bielsku. W 1891 zdał maturę w Wyższej Szkole Przemysłowej w Bielsku. Od 1892, dzięki pomocy właściciela Kóz Stanisława Kluckiego, rozpoczął pracę jako urzędnik w Austriackich Kolejach Państwowych. Pełnił służbę na wielu stacjach okręgu krakowskiego (Stary Sącz, Zagórzany, Stróże, Słotwina-Brzesko czy Żywiec).
16 stycznia 1897 Wincenty Byrski ożenił się z Heleną Kościuszyńską ze Starego Sącza. Ślub miał miejsce w kościele św. Elżbiety Węgierskiej w Starym Sączu. Świadkiem na ślubie Byrskiego był naczelnik tamtejszej stacji Konstantyn Buczek. W grudniu tego samego roku na Boże Narodzenie młodemu małżeństwu urodziła się córka Anna.
We wrześniu 1897 Byrski uległ bardzo ciężkiemu wypadkowi w pracy na stacji Słotwina-Brzesko. Wypadek ten został opisany w gazecie „Głos Narodu”: „Straszny wypadek w nocy z dnia 17 na 18 bm. o godzinie 12 zdarzył się na stacji w Słotwinie. Wczoraj donieśliśmy, że urzędnik ruchu Wincenty Byrski dostał się pod pociąg nr. 11, tj. osobowy. Dzisiaj donoszą nam, że po p. Byrskim przeszła lokomotywa, wóz służbowy i poczta! Oto opowiadanie ocalonego: „Miałem trzy pociągi na stacji, od pociągu 84 biegłem po rumowisku i kopcach szutru, świeżo wysypanego na dworcu, do pociągu osobowego, sądziłem, że lokomotywa pociągu tego jest tak daleko, że bezpiecznie tor przejdę, szuter usuwał się z pod moich nóg, dlatego opóźniłem się z przejściem; w jednej chwili powalony przez lokomotywę zupełnie przytomny naprężyłem, się jak struna i w tej pozycji pozostałem z myślą o żonie, dziecku i co się stało z kolegą Pikiem w Podgórzu. Nie straciłem przytomności ani odwagi — widziałem co się dzieje: że uderzony pufrem lokomotywy zostałem, że wlecze mnie maszyna parę kroków, widzę popielnik pod maszyną, czuję, jak zdziera mi ciało tułowia. Przeszły po mnie na razie: wóz służbowy, drugi służbowy i poczta, ale pociąg stanął. Wypełzłem z pod wozu i zobaczyłem służącą moją, która niosła od żony list do wozu pocztowego, miałem siłę i zawołałem na nią. Ta z krzykiem i płaczem dopadła i podtrzymała mnie. Słyszę nareszcie iż dowódca pociągu nr. 11 woła „odjazd", z całą siłą głosu wołam, jak śmie wołać „odjazd” bez mego zezwolenia. Natychmiast odebrał służbę mój naczelnik stacji, a w parę chwil opatrywali mnie dr. Bernadzikowski, poseł na Sejm we Lwowie i dr. Oświęcimski z Bochni.” Chory dotychczas, t. j. do 4 popołudniu ma się dobrze, przyjmuje znajomych i rozmawia z nimi, lecz zdaje się, że gorączka wieczorem nastąpi.”
Pierwsze zachowane utwory Byrskiego datowane są na 1892. Są to pojedyncze poezje dotyczące przede wszystkim rodzinnej miejscowości Kozy, do której poeta był przywiązany przez całe swoje życie. W swoich utworach Byrski poruszał przeróżne tematy. Były to między innymi liryki refleksyjne dotyczące otaczającego go świata przyrody, zdarzały się również liryki miłosne. Koziański poeta przez całe życie zafascynowany był przyrodą, szczególnie górską. Jego poezje przepełnia przekonanie o małości człowieka w ogromnym świecie. Koniec wieku XIX to czas pierwszych prób tłumaczenia poetów niemieckich przez Byrskiego. Jego ulubionymi twórcami, których chętnie przekładał, byli: Friedrich Schiller, Nikolaus Lenau czy Heinrich Heine. Większa część utworów Byrskiego poświęcona została tematyce patriotycznej czy wręcz narodowo-wyzwoleńczej.
Koniec wieku to również czas pierwszych publikacji poety. W 1900 we Lwowie w drukarni Pillera zaczęto drukować rocznik literacki „Zdrowie”, który wydawał Gotthilf Kohn. W pierwszym numerze, obok utworów innych artystów, wydrukowano kilka utworów autorskich Byrskiego oraz jego tłumaczenia z Lenaua, Schillera, Ferdynanda Freiligratcha czy Adelberta von Chamisso. "Zdrowie" ukazywało się do 1914. Utwory bądź tłumaczenia Byrskiego znajdują się w niemal wszystkich wydaniach rocznika.
Początek wieku XX przyniósł Byrskiemu okres stabilizacji. Został on przeniesiony do Żywca, gdzie pełnił służbę na tamtejszej stacji. W Żywcu 15 marca 1903 nad ranem przyszła na świat córka Janina, która zmarła tego samego dnia wieczorem. Z kolei 1 sierpnia 1904 urodził się syn Tadeusz, który żył 8 miesięcy, gdyż zmarł 22 marca 1905. Żal po śmierci dzieci poeta przelał w bardzo osobisty cykl sonetów Łzy, które jednak nie zostały nigdy wydane.
W 1909 krakowskie czasopismo "Djabeł" wydało kilka utworów Byrskiego, który publikował w tym czasie pod pseudonimem "Budzisz". Z kolei w 1913, Wilhelm Feldman w swojej "Krytyce" opublikował jeden z sonetów tatrzańskich Byrskiego Widok z Świnicy. Czasopismo to przyjęło do druku cały cykl sonetów, jednak już w 1914 roku "Krytyka" przestała się ukazywać. Również w 1913 Byrski wyjechał na wakacje. Zwiedził wybrzeże Adriatyku, Wenecję i nadmorskie miejscowości, kiedyś włoskie, dziś należące do Słowenii. Były to: Pirano (Piran) i Portorose (Portorož). Szczególną uwagę zwrócił na miejscowość Adelsberg (Postojna), gdzie zachwyciły go wspaniałe korytarze podziemnych jaskiń. Efektem tej podróży był niewydany tomik Z nad Adrji.
W 1911 Byrski awansował na stanowisko naczelnika ruchu i zaczął pełnić służbę w Trzebini. Gdy w 1914 wybuchła pierwsza wojna światowa, zaczął pomagać polskim legionistom podróżującym przez to miasto. Nieraz udzielał im schronienia we własnym mieszkaniu.
W marcu 1915, mieszkając w Trzebini, Byrski napisał najbardziej patriotyczny utwór ze wszystkich, które popełnił. Był to utwór Trzy sieroty, wymierzony przeciwko trzem zaborcom. W krótkim wstępie poeta jasno zaznacza, że napisał ten utwór jako odpowiedź na oszczerstwa Maximiliana Hardena, niemieckiego publicysty, który w swoim czasopiśmie "Zukunft" zarzucał Polakom zdradę w wojnie 1914. Harden tłumaczył niepowodzenia państw centralnych zdradą ludności polskiej, a przede wszystkim polskich legionów, które miały pomagać Rosji.
Wojenne działania Byrskiego, w tym przede wszystkim szerzenie języka polskiego na stacji w Trzebini, doprowadziły w 1916 do jego zwolnienia i przeniesienia do Krakowa. Była to dla niego degradacja. W swoim życiorysie Byrski wspomina, że czasy spędzone w Krakowie były dla niego i jego rodziny ciężkie pod względem materialnym. Korzystał jednak pod względem duchowym. Właśnie wtedy powstał kolejny cykl sonetów artysty Kraków 1916 r., w których poeta opiewał historię miasta.

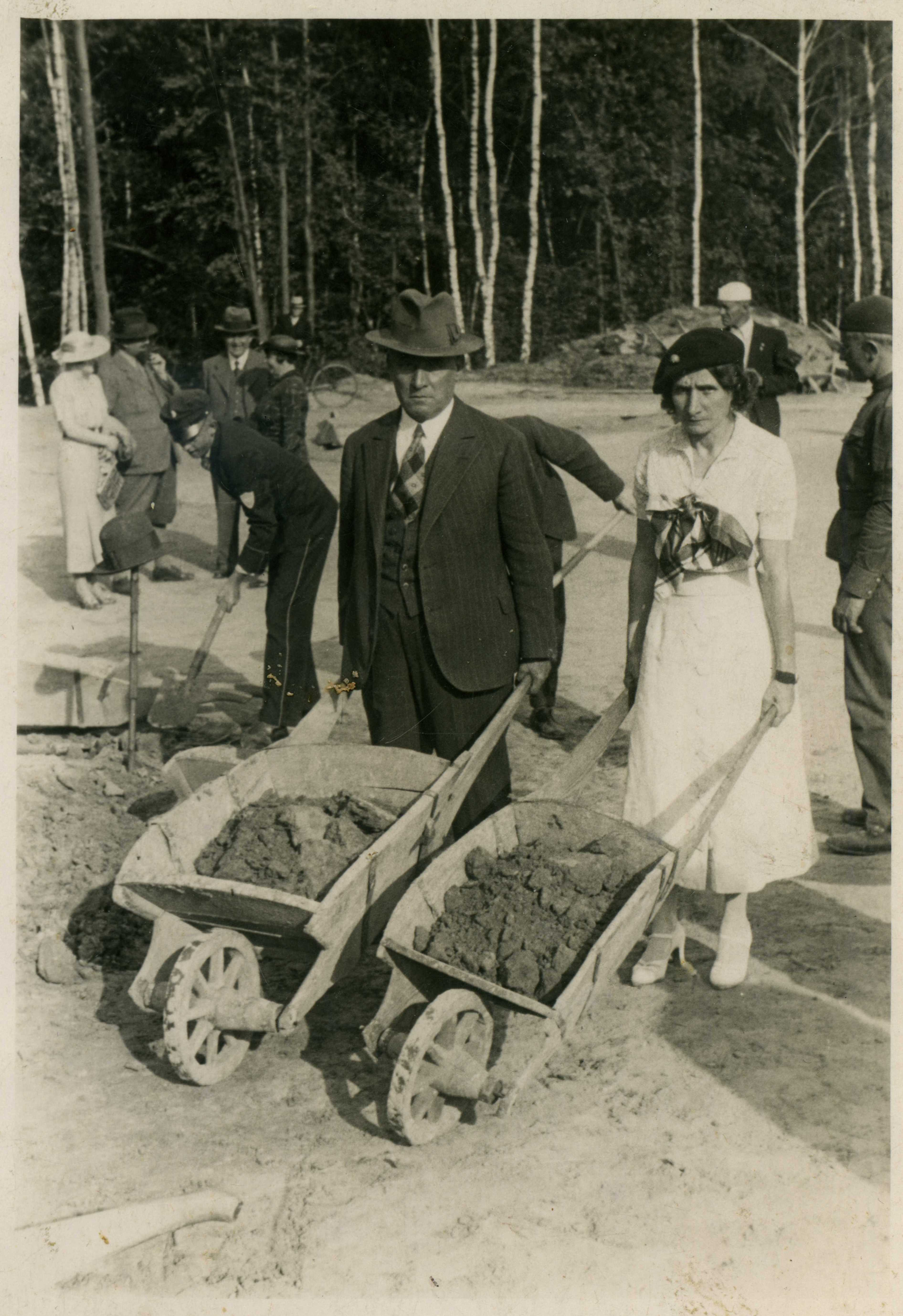
Wincenty Byrski z córką Anną w Krakowie. Budowa Kopca Piłsudskiego

Po zakończeniu wojny w 1918 Byrski został rehabilitowany i przeniesiony do Bielska, gdzie pełnił funkcję naczelnika stacji aż do przejścia na emeryturę. W Bielsku zaangażował się najpierw w polonizację personelu stacyjnego, a później w działalność polityczną. Działał w Związku Ludowo-Narodowym, był prezesem Koła Związku Pracowników Kolejowych z Wykształceniem Średnim przekształconego następnie w Związek Umysłowych Pracowników Kolejowych. Miewał odczyty w Domu Polskim i Teatrze Polskim. Jednocześnie nie przestawał pisać. Starał się o kolejne publikacje m.in. pisał do krakowskiej firmy wydawniczej "Gebethner & Wolf" z prośbą o publikacje swoich utworów, która nie została spełniona. Od 1927 Byrski pracował nad tłumaczeniem Księgi pieśni Heinego, którą przetłumaczył w całości. Jego dzieło nie doczekało się jednak wydania. W 1927 Polska Drukarnia Spółkowa w Białej wydała jego tłumaczenie Pieśni o dzwonie Fryderyka Schillera. Mieszkając w Bielsku Byrski starał się zaznajomić ludność niemiecką z twórczością Juliusza Słowackiego. Czasopisma „Schlesische Zeitung” i „Die Welt Am Sontag” wydrukowały jego niemieckie tłumaczenia poematów polskiego romantyka.
W 1929 Wincenty Byrski został odznaczony na Zamku Królewskim w Warszawie Złotym Krzyżem Zasługi, najwyższym odznaczeniem dla osób cywilnych, przyznawanym od 1923. Z końcem lat 20. Byrski zbliżył się do założeń polityki Józefa Piłsudskiego. W 1930 wziął udział w zebraniach Tymczasowego Urzędniczego Komitetu Wyborczego (organizacja Piłsudczyków).
31 lipca 1931 przeszedł na emeryturę jako starszy referendarz PKP. Razem z rodziną przeniósł się do Dziedzic (obecnie Czechowice-Dziedzice), gdzie mieszkał do swojej śmierci. Na emeryturze nie przestał pisać. W niedziele palmową 1933 (9 kwietnia) rozpoczął pisanie dzieła swojego życia – poematu religijnego Syn Człowieczy. Liczący kilkaset stron poemat, napisany regularnym jedenastozgłoskowcem, przedstawia wierszowane losy Jezusa Chrystusa, od zwiastowania Matki Bożej do zmartwychwstania. Praca nad tym dziełem zajęła Byrskiemu 3 lata. Poemat został ukończony w święto Katedry Św. Piotra w Rzymie, 18 stycznia 1936. Wincenty Byrski zmarł nagle na serce w Dziedzicach 28 sierpnia 1939. Pochowany został trzy dni później na cmentarzu parafialnym w Kozach.
Byrski przez całe swoje życie kolekcjonował książki, które złożyły się na Bibliotekę Wincentego Byrskiego. Księgozbiór liczył co najmniej kilkaset pozycji. 
Twórczość Wincentego Byrskiego została wydana jedynie w małym ułamku. Zdecydowana większość jego dzieł zachowała się w rękopisach, które wciąż czekają na opracowanie i publikację.

## Twórczość
- Kilka pierwiosnków (1891 – 1894)
- Pieśń nadziei (1893)
- Pieśń o dzwonie, tłumaczenie Fryderyka Schillera (1900)
- Łzy (1903 – 1906)
- Z Ksiąg Mojżeszowych (1910)
- Sonety tatrzańskie (1912)
- Z nad Adrji (1913)
- Trzy sieroty (1915)
- Kraków 1916r. (1916)
- Sonety z doby wojny światowej (1914-1918)
- Częstochowa (1919)
- Księga pieśni, tłumaczenie Mikołaja Lenaua (1928)
- Syn Człowieczy (1936)